# Лога Рамін Торкян
Лога Рамін Торкян (перс.لوگا) رامین ترکیان)) - музикант та співзасновник таких музикальних колективів як Axiom of Choice та Niyaz. Обидва гурти об'єднують в своїй музиці мотиви Персії та Середнього Сходу. Торкян пише музику та грає на кількох музичних інструментах, таких як тар, турецький саз, гітарвіоль - електрогітара, на якій грають за допомогою смичка. Деякі з текстів його пісень нагадують або містять молитви та співи Середнього Сходу.

## Особисте життя
Зараз одружений зі співачкою Азам Алі, вони мають сина. До того мав за дружину Ятрікадеві Шах-Раіс та був співвласником магазину KoanCollection,  у Лос-Анджелесі.

## Дискографія
Соло
- Mehraab (2011)

Axiom of Choice
- Beyond Denial (1995)
- Niya Yesh (2000)
- Unfolding (2002)

Niyaz
- Niyaz (2005)
- Niyaz Remixed (2006)
- Nine Heavens (2008)
- Sumud (2012)